# 全国養護教諭連絡協議会
全国養護教諭連絡協議会（ぜんこくようごきょうゆれんらくきょうぎかい）は、日本の各都道府県及び政令指定都市において養護教諭で構成される研究会をもって組織する日本の任意団体である。

## 沿革
- 1979年（昭和54年） - 全国養護教員会が活動開始[4]。
- 1988年（昭和58年） - 会長交流会（後の全国養護教諭会長協議会）が活動開始[4]。
- 1991年（平成3年）8月 - 全国養護教諭連絡協議会が設立[4]。